# 시모노세키항

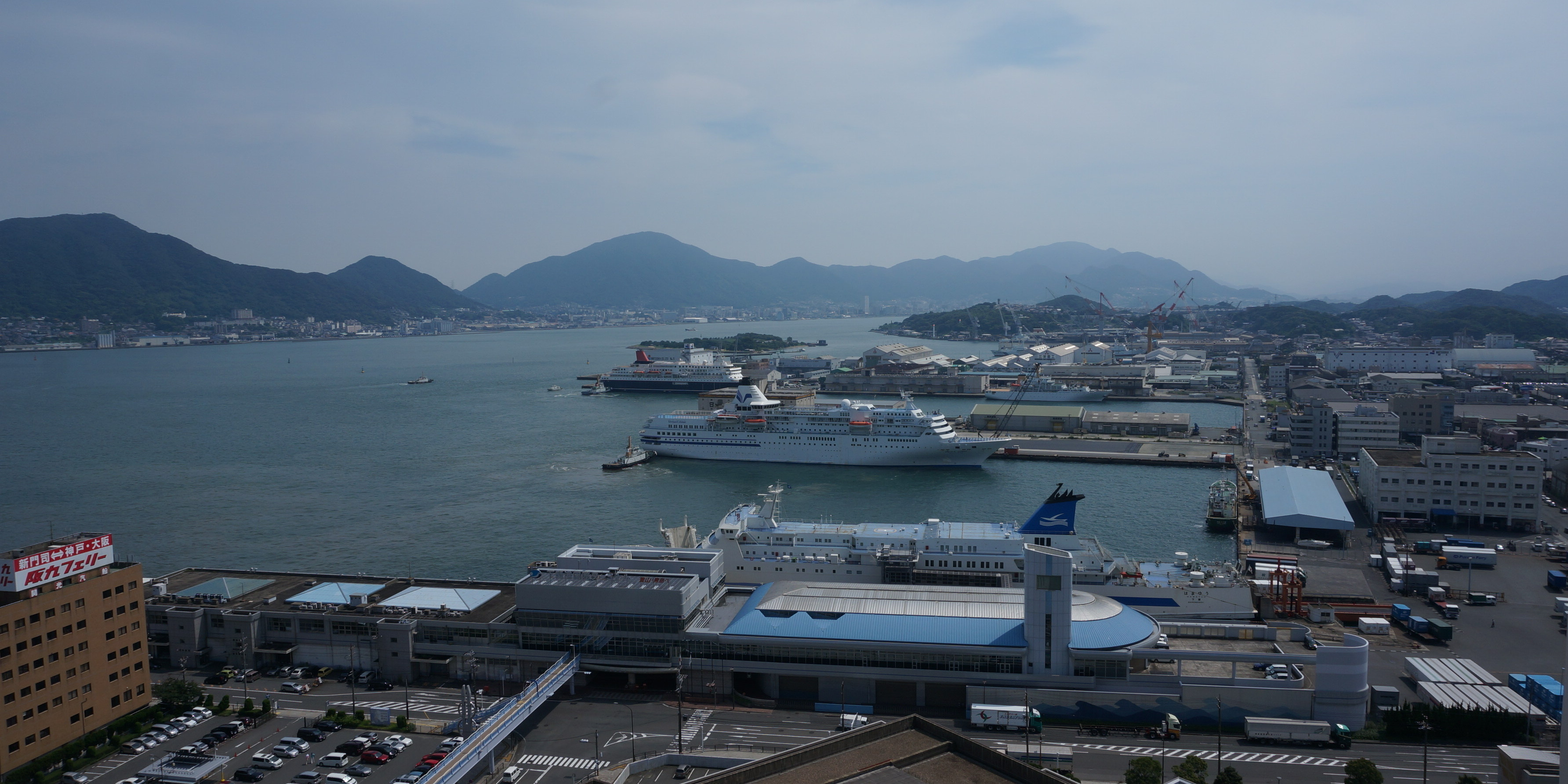
시모노세키항 주변 지역

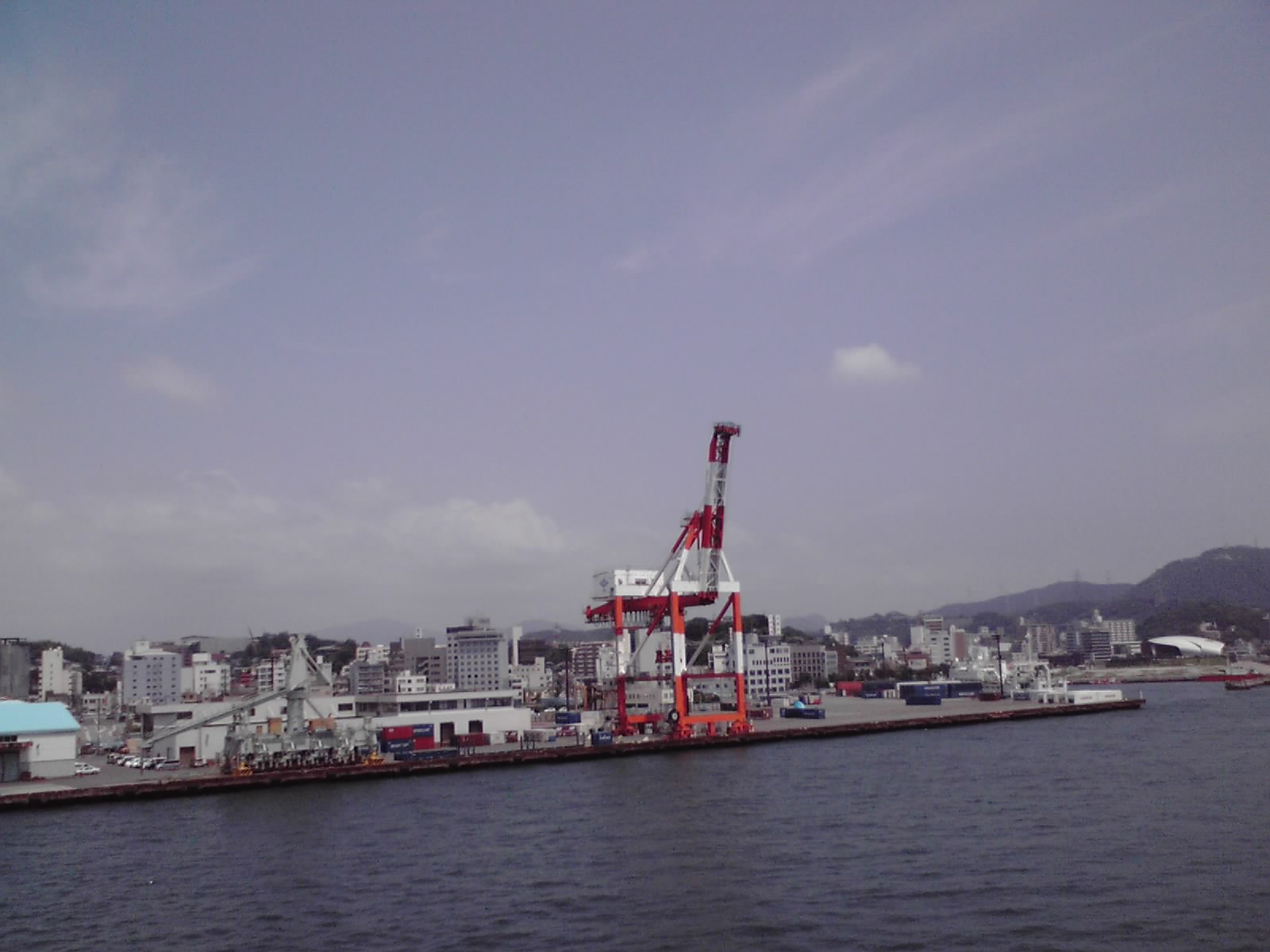
하나노초 지구 (지금은 갠트리 크레인이 이미 철거된 상태이다.)

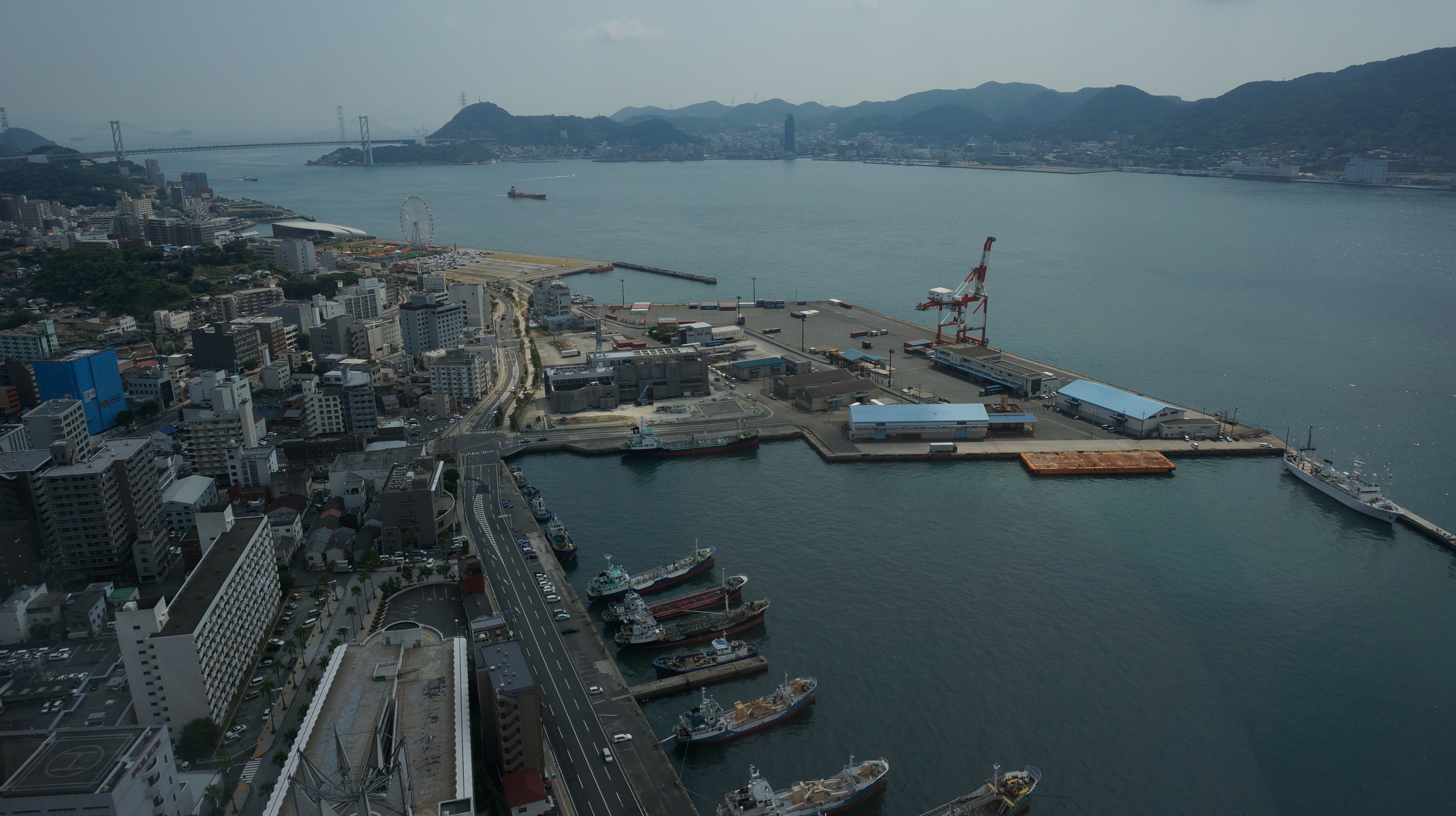
전망대에서 바라본 하나노초 지구의 전경
주변에는 간몬교를 건너면 기타큐슈시로 접근할 수 있어, 규슈와 혼슈의 징검다리 역할을 실질적으로 해준다.

시모노세키항(일본어: 下関港)은 야마구치현 시모노세키시에 위치하고 있는 국제 거점 항만이다. 기타큐슈항과 더불어 간몬항의 일부를 구성한다. 항만 관리자는 당연히 시모노세키시이다.

## 개요
주고쿠 국제항만 11개의 항구 중의 하나로, 동해 측의 거점 항만의 지정에 더하여, 동해 측 거점항만 19곳 중 종합적인 거점 항만인 5항의 하나로도 지정되어 있다. 국제 항만상 혼슈에서 중국 대륙으로 향하는 최단 거리의 입지 여건을 갖추고 있고, 환동해 경제 광역권과 환황해 경제권을 결합시키는 지리적인 이점을 가지고 있어, 일본에서 가장 많은 정기 국제선 배편을 보유하고 있다. 수입 컨테이너 화물 전체의 49%는 시모노세키항을 거쳐 간사이 동부 지역으로 수입되어 있어 수입 화물 중 상당수는 대한민국에서 수입해 온 물건들을 대부분 장악하고 있다. 또한 수출 콘테이너 화물 전체의 34%는 시모노세키항을 거쳐 간사이 동부 지역에서 주로 수출하게 되며 수출하는 최종 목적지 중 70%가 중국 대륙을, 28%는 대한민국을, 1.5%는 러시아를, 0.5%는 타이완 및 기타 지역을 수출한다.

## 역사
혼슈 최서단에 위치해 있는 간몬 해협에 면하고 있는 시모노세키시는 고대부터 규슈의 거점 역할을 담당하고 있는 항로이다. 에도 시대 무렵부터 기타마에부네의 기항지로 번창하게 되었다. 항구를 포함한 영역은 조후번이 대다수를 차지하게 되어 있었으나, 조슈번과 기요스에번의 영지가 각각 혼재된 상태이다. 메이지 시대 이후 대조선(朝鮮) 무역의 중심지로 자리매김되었으며, 아울러 1945년 종전이 맞이하게 될 때까지 항구를 포함한 간몬 해협의 일원이 시모노세키 요새지대로 설정시켰고, 지도 작성 등에 일정한 제한이 더해진 상태이다. 시모노세키의 번영은 항구의 융성함과 한 짝을 이루고, 교통망의 정비와 동시에 후쿠오카, 기타큐슈시의 거점화가 추진되자, 시모노세키항이 쇠퇴되는 것은 물론, 시모노세키시의 시내 전 지역의 상권까지 쇠퇴시키는 영향을 미친 것이 사료되었다.

## 주요 시설

### 본항 지구
시모노세키역 근방의 히가시야마토마치와 호소에초에 위치하게 되어 있어, 제1돌제와 제2돌제, 호소에 부두 등으로 이루어져 있다. 전부 화물만 주로 취급하고 있지만, 호소에 부두에 국제 여객 항로의 발착지를 이루고 있는 시모노세키항 국제터미널(下関港国際ターミナル)이 있다.

#### 제1돌제
농림수산성 종합식료국의 배선에 따라, 보리와 밀, 알루미늄의 수입을 필두로, 한국산 선어운반선의 수산품을 주로 취급한다.

#### 제2돌제
제2돌제는 제1돌제와 달리 알루미늄과 수산품을 취급한다. 36000톤 규모의 대형 냉동 냉장 창고를 완비하고 있다.

#### 호소에 부두
호소에 부두는 관부 훼리, 부관훼리, 오리엔트 훼리, 쑤저우 시모노세키 페리 등이 이용하고 있는 시모노세키항을 대표하게 되어 있는 부두이다. 그러나 수입 화물은 트럭 또는 일본화물철도에 의해 일본 각지로 배송된다. 연중 무휴이지만, 통관 또는 식물 검역 서비스도 역시 이루어져 있고 동물 검역 식품 검사의 경우, 주 6일 내내 실시한다. 수출은 전기, 기계를 위주로 하고, 수입은 대한민국과 중국 등지로부터 유입시킨 수산물, 의류, 과일, 채소 등을 다루고 있다.

#### 시모노세키항 국제터미널
현재의 시모노세키항 국제터미널은 1988년 3월 완공되었고, 일본 최초의 CIQ 시설 등을 완비시킨 외국 항로 전용 여객터미널이다. 해당 터미널의 1층은 페리 화물의 배수지를, 2층은 승선권을 구매하거나 세관 출입국 수속을 이루는 시설로 꾸몄다. 2003년에는 시모노세키역앞에 페데스트리안 데크가 터미널빌딩 현관까지 연장 및 직결됨에 따라, 시모노세키역에서 도보 소요시간이 7분으로 크게 단축되었다. 주요 운항 노선은 아래와 같다.
- 관부 훼리, 부관훼리 : 일본 시모노세키항 국제터미널 - 대한민국 부산항국제여객터미널
- 오리엔트 훼리(일본어판) : 일본 시모노세키항 국제터미널 - 중화인민공화국 칭다오시 (현재 폐업에 따라 운휴 중)
- 쑤저우 시모노세키 페리(일본어판) : 일본 시모노세키항 국제터미널 - 중화인민공화국 쑤저우항(중국어판) (화물 전용)

### 기타 지역
기타 지역에는 동항, 하나노초, 니시야마/아라타/후쿠우라, 조후, 신항 지구로 구성된다. 특히 신항 지구의 경우 한국의 부산, 마산 및 중국의 상하이 등지로 향하고 있는 화물선이 정기편으로 운항하게 된다. 또한 신항 지구에는 세계 최대의 크루즈급 선박의 접안도 용이하게 이용될 수 있는 시설도 역시 완비되어 있다.

## 한국산 수산물 수입 봉쇄 관련
2020년 3월 대한민국의 신천지에서 최초로 발원하게 되어 있었던 대한민국의 코로나19 범유행 이슈가 본격화됨에 따라, 이를 배경으로 하여, 일본 내에서의 팬데믹이 크게 우려된다는 근거로 인해 대한민국에서 수입해 온 수산물의 반입이 일제히 거부하게 되었던 것으로 결론지었다. 그러나 당시에는 선사가 코로나19를 이유로 냉동탑차를 이용한 대한민국에서 수입해 온 수산물들을 어쩔 수 없이 봉쇄 조치하게 되는 등 한국산 수산물 수출에 타격을 입히게 되는 기묘한 현상이 벌어지자, 부관훼리와 관부 훼리 양사 모두 한국발 선박들에 한하여 냉동탑차 선적을 3월 14일까지 중지시킨 것으로 드러나게 된다. 그래서 대안을 제시하고 있는 한국 수산업계에서는 하카타항, 오사카항, 사카이항 등으로 물량을 우회하려고 시도되어 있으나, 시모노세키항과 비슷하게 코로나19 이슈에 따른 현지 시황에 따라 냉동탑차의 진출입을 설날, 추석 때에서의 대한민국의 고속도로 나들목과 비슷하게 차단하는 방안이 검토되어 있는 것으로 나와 있다.

## 같이 보기
- 간코 기센(일본어판)